# Bazel
Bazel és un antic municipi de Bèlgica de la província de Flandes Oriental, al marge esquerra de l'Escalda. El 1977 va fusionar amb Kruibeke i Zwijndrecht per formar el nou municipi de Beveren-Kruibeke-Zwijndrecht.
Es troba a l'antiga via romana Lilla-Anvers. Va ser critianitzat devers l'any 720. Limita amb Kruibeke i Haasdonk al nord, Rupelmonde al migdia i Steendorp i Temse a ponent. El Barbierbeek, un petit afluent meandrós de l'Escalda, forma la frontera amb Kruibeke i el Hanewijkbeek fa de frontera amb Rupelmonde.

## Llocs d'interés
- Castell de Wissekerke[2]
- Antic Ajuntament en estil neoclàssic (1842-1844)[3]
- Alberg «De Eenhoorn» (L'unicorn) del segle xv[4]

- Església de Pere
- Castell de Wissekerke
- Antic alberg «De Eenhoorn»